# Raúl Ramírez
Raúl Carlos Ramírez, född 20 juni 1953 i Ensenada, Mexiko, är en mexikansk högerhänt tidigare professionell tennisspelare.

## Tenniskarriären
Raúl Ramírez blev professionell spelare 1973 och noterade redan under första året segrar över spelare som Björn Borg, Arthur Ashe och Jimmy Connors. Ramírez vann under karriären (1973-83) 19 singel- och 59 dubbeltitlar. Sin högsta ranking i singel, nummer 4, nådde han i november 1976. I dubbel rankades han som bäst på sjätte plats (januari 1983). Han vann totalt tre titlar i Grand Slam-turneringar, samtliga i dubbel. Han spelade i prispengar in 2,213,671 US dollar.    
Trots att Ramírez var en framstående singelspelare lyckades han inte vinna någon av de fyra Grand Slam-turneringarna. Han nådde dock kvartsfinalen minst en gång i alla utom Australiska öppna. Sin förnämsta singeltitel vann han 1975 i grusturneringen Italienska öppna genom finalseger över spanjoren Manuel Orantes (7-6, 7-5, 7-5), efter att tidigare under turneringen ha besegrat titelförsvararen Björn Borg.
I dubbel hade han ännu större framgångar. Tillsammans med amerikanen Brian Gottfried var han åren 1975, 1976 och 1977 i dubbelfinal i Franska öppna och vann titeln 1975 och 1977. Första segern tog paret genom finalseger över australierna John Alexander/Phil Dent (6-2, 2-6, 6-2, 6-4) och sista gången finalbesegrade de Wojtek Fibak/Jan Kodeš (7-6, 6-3, 6-1). Paret vann också Wimbledonmästerskapen 1976. Paret Ramírez/Gottfried vann också fyra år i rad (1974-77) dubbeltiteln i Italienska öppna. Totalt vann de båda 39 dubbeltitlar tillsammans. 
Ramírez deltog i det mexikanska Davis Cup-laget 1971-76, 1978-82 och 1985. Han spelade totalt 49 matcher av vilka han vann 36. Som DC-spelare noterade han segrar över spelare som Roscoe Tanner, Stan Smith och Vitas Gerulaitis.

## Spelaren och personen
Raúl Ramírez tränades bland andra av landsmannen Rafael Osuna och gjorde snabba framsteg. Under studietiden spelade han tennis vid University of Southern California och vann bland annat juniortiteln i US Open.
Ramírez gifte sig 1981 med tidigare Miss Universum (1979) Maritza Sayalero från Venezuela. Paret bor nu i Ensenada och har tre barn: Rebecca (född 1982), Raúl (född 1984) and Daniel Francisco (född 1989).

## Grand Slam-titlar
- Franska öppna
  - Dubbel - 1975, 1977
- Wimbledonmästerskapen
  - Dubbel - 1976

## Övriga professionella titlar
- Singel
  - 1973 - Kitzbuehel, Teheran
  - 1974 - Columbus
  - 1975 - Italienska öppna, Charlotte, St. Petersburg WCT, Tokyo
  - 1976 - Caracas WCT, Gstaad, London, Mexico City WCT
  - 1977 - London/Queen's Club, Los Angeles
  - 1978 - Monte Carlo Masters, Mexico City WCT
  - 1979 - Florence
  - 1980 - San Juan
  - 1982 - Caracas
  - 1983 - Caracas
- Dubbel
  - 1983 - La Quinta
  - 1982 - La Quinta, Sawgrass Doubles, Vina Del Mar, South Orange, Washington
  - 1981 - Canada Masters, Milano, Florence, Washington
  - 1980 - Masters Doubles WCT, Sawgrass Doubles, Florence
  - 1979 - Monte Carlo Masters
  - 1978 - Cincinnati Masters, Memphis, Rotterdam WTC
  - 1977 - Miami Masters, Paris Masters, Italienska öppna, Canada Masters, North Conway
  - 1976 - Italienska öppna, Canada Masters, Madrid, Teheran, Barcelona, Caracas WCT, Indianapolis, Jackson WCT, Mexico City WCT, Monterrey WCT, North Conway, Richmond WCT, St. Louis WCT, Washington, Woodlands Doubles
  - 1975 - Italienska öppna, Tucson, Boston, Dallas WCT, La Costa WCT, Orlando WCT, Perth, Philadelphia WCT, St. Petersburg WCT, Sydney inomhus, Tokyo, World Doubles WCT
  - 1974 - Italienska öppna, South Orange, Charlotte, Toronto WCT
  - 1973 - Salt Lake City, Kitzbuehel, New Delhi